# Alban Fagot
Pour les articles homonymes, voir Fagot.
Alban Fagot, né le 1er janvier 1916 au Fontanil-Cornillon et mort le 30 août 1996 à La Tronche, est un homme politique français.

## Détail des fonctions et des mandats
Mandats parlementaires
- 25 novembre 1962 - 2 avril 1967 : Député de la 4e circonscription de l'Isère
- 30 juin 1968 - 1er avril 1973 : Député de la 4e circonscription de l'Isère